# Base antarctique Belgrano II
La base antarctique Belgrano II est une station de recherche argentine située en Antarctique.

## Histoire
La station a été nommée en l'honneur de Manuel Belgrano. En 1955, le général Hernan Pujato fonda la première base Belgrano, qui est restée pendant de nombreuses années la base la plus au sud. Le 5 février 1979, la base Belgrano II a été ouverte en remplacement de la base précédente. Une troisième base, Belgrano III (en) a fonctionné de 1980 à 1984, mais Belgrano II est la seule encore en activité.
Une croix avait été érigée en 1955, à une distance de 1 300 mètres au nord-est de la station Belgrano I ; elle fut transférée, en 1979, à la station Belgrano II.
Belgrano II est classée comme monument historique de l'Antarctique.